# Opération Ezra et Néhémie
 (janvier 2017).

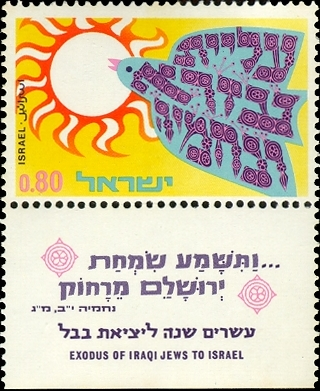
Timbre commémoratif israélien pour le vingtième anniversaire de l'opération, 1970

De 1950 à 1952, l'opération Ezra et Néhémie a permis d'emmener la quasi-totalité des Juifs d'Irak vers l'État d'Israël nouvellement indépendant. Plus de 110 000 personnes émigrèrent en Israël en passant d'abord par Chypre pour les premiers temps puis en allant directement vers Israël. En 1968, seulement 2 000 Juifs vivaient encore en Irak. Ils ne sont plus que 100 environ aujourd'hui à Bagdad.
L'opération porte le nom d'Esdras et de Néhémie, des noms du prêtre-scribe et du futur gouverneur de Judée qui ont reconduit en Israël le peuple juif exilé en Babylonie au Ve siècle av. J.-C., comme indiqué dans les livres de la Bible hébraïque qui portent leurs noms.

## Contexte
Depuis 1945, en Irak, se déroulaient fréquemment des manifestations contre les juifs et plus précisément contre le Sionisme. En 1947, avec l'affirmation du plan de partage de l'ONU pour la Palestine, les juifs étaient donc en danger. Beaucoup ont reçu de lourdes peines légales et ont été forcés à payer d'énormes amendes. Entre 1949 et 1952, plus de 130 000 juifs ont immigré de l'Irak à Israël, grâce en grande partie aux efforts d'émissaires israéliens et de militants du mouvement Halutz en Irak. Cet étonnant accomplissement sioniste, connu sous le nom d'opération Ezra et Néhémie (alias opération Ali Baba), a donné un dernier rappel glorieux à l'ancien exil babylonien. L'exode des juifs irakiens en Israël a duré plusieurs mois, et a commencé après que le gouvernement irakien eut adopté un projet de loi spécial autorisant leur émigration en 1951. Les juifs irakiens étaient riches pour la plupart, et les autorités locales leur donnaient des privilèges spéciaux. Lorsque les Juifs ont appris le statut spécial qui leur avait été accordé, des milliers sont arrivés à Bagdad et se sont rassemblés dans des centres d'enregistrement où ils se sont inscrits pour l'immigration en Israël. Selon la loi irakienne, les Juifs devaient vendre leurs biens et liquider leurs entreprises avant de pouvoir partir. Beaucoup ont vendu de grandes propriétés pour des sommes dérisoires afin de gagner le droit d'immigrer.

## Pont aérien
Attendre à Bagdad était une période tendue et difficile. Environ 50 000 Juifs se sont inscrits en un mois, et deux mois plus tard, il y en avait 90 000 sur la liste. Ce mouvement de masse stupéfia le gouvernement irakien, qui ne s’attendait pas à ce que le nombre d’immigrants dépasse 8 000, et craignait que les institutions administratives dirigées par des Juifs ne s’effondrent. Au même moment, le mouvement sioniste a publié un manifeste appelant les Juifs à s’inscrire à l’immigration. Il commençait par ce qui suit : « Fuis, ô Sion, toi qui habites chez la fille de Babylone, » et se termina ainsi : « Juifs ! Israël vous appelle – sortez de Babylone ! ». Les premiers avions ont volé vers Israël via  Chypre à la mi-mai 1951. Plusieurs mois plus tard, un gigantesque pont aérien opérait directement de Bagdad à l’aéroport de Lod. L’opération Ezra et Néhémie a pris fin début 1952, ne laissant qu’environ 6 000 Juifs en Irak. La plupart des membres de la communauté juive en Irak, vieille de 2 800 ans, a immigré en Israël.

## Bilan
Après la première émigration, le nombre de Juifs dans Bagdad décrut de 100 000 à 77 000. En 1968, seulement 2 000 Juifs y habitaient encore. Au moment de la création de l'État d'Israël, des centaines de jeunes furent arrêtés, accusés d'activités sionistes ainsi que deux responsables sionistes qui furent pendus publiquement à Bagdad. Le 27 janvier 1969, neuf autres Juifs furent pendus, accusés d'espionnage au profit d'Israël. Aujourd'hui, il reste moins de 100 Juifs, tous vieux et habitant Bagdad. Avant l'opération Ezra et Néhémie, il y avait 28 institutions scolaires juives à Bagdad, 16 d'entre elles étaient sous la supervision du comité de la communauté, et le reste avait un fonctionnement privé. Le nombre d'élèves atteignit 12 000, et beaucoup d'autres faisaient des études dans des écoles gouvernementales ou étrangères. Environ 400 autres étudiants étudiaient la médecine, le droit, l'économie, la pharmacie, ou faisaient des études d'ingénieur. En 1951, l'école juive pour aveugles fut fermée ; c'était la seule école de ce type à Bagdad. Les Juifs de Bagdad avaient deux hôpitaux dans lesquels les pauvres recevaient des soins gratuits, et divers services philanthropiques. Des 60 synagogues en 1950, il n'en restait que 7 après 1970.